# Benz 16/40 PS
La Benz 16/40 PS era un'autovettura di lusso prodotta dal 1912 al 1914 dalla Casa automobilistica tedesca Benz & Cie.

## Storia e caratteristiche
La 16/40 PS venne introdotta in sostituzione del modello 20/35 PS. Questa vettura prodotta in varie configurazioni di carrozzeria montava un quadricilindrico biblocco da 4 litri in grado di erogare 40 CV di potenza massima a 1700 giri/min.
Solo per il primo anno di produzione, la 16/40 PS venne affiancata dalla 16/35 PS, leggermente meno potente. In ogni caso, anche la versione leggermente meno impegnativa era pur sempre un'auto per pochi, basti pensare che il solo autotelaio arrivava a costare ben 12.500 marchi per entrambi i modelli.
Queste erano le caratteristiche tecniche della 16/40 PS:
Propulsore
- motore: 4 cilindri biblocco in linea;
- alesaggio e corsa: 96x140 mm;
- cilindrata: 3950 cm³;
- distribuzione: un asse a camme laterale;
- valvole: laterali, disposte ad L;
- alimentazione: carburatore a getto (dal 1913, carburatore Zenith);
- accensione: magnete e batteria (12 V);
- potenza massima: 40 CV a 1700 giri/min.

Trasmissione
- tipo trasmissione: ad albero cardanico;
- trazione: posteriore;
- cambio: a 4 marce;
- frizione: a cono con guarnizione in cuoio.

Autotelaio
- telaio: in lamiera d'acciaio stampata;
- sospensioni: ad assale rigido con molle a balestra;
- freni: a ceppi sull'albero di trasmissione.

Prestazioni
- Velocità max: 80 km/h.

Vale la pena ricordare che il modello 16/35 PS era accreditato di una potenza massima pari a 35 CV a 1600 giri/min.
La 16/40 PS venne sostituita nel 1914 dal modello 18/45 PS, di cilindrata sensibilmente superiore (4.7 litri), ma potenza solo di poco superiore, per dare maggior spazio all'erogazione di coppia.